# Rally del Messico 2020
Il Rally del Messico 2020, ufficialmente denominato 17º Rally Guanajuato México, è stata la terza prova del campionato del mondo rally 2020 nonché la trentaquattresima edizione del Rally del Messico, la diciassettesima da quando è entrata a far parte del campionato WRC e la sedicesima con valenza mondiale. La manifestazione si è svolta 12 al 14 marzo sugli sterrati polverosi che attraversano gli altopiani dello stato del Guanajuato, al centro del paese centroamericano; le prove speciali si svolsero nel territorio attorno alla città di León, base principale del rally e sede del parco assistenza.
Sono state cancellate le ultime tre prove speciali, tutte da disputarsi nella mattinata conclusiva di domenica 15 marzo, per via delle restrizioni imposte sui viaggi dovute alla pandemia del Coronavirus e il rally si è pertanto concluso anticipatamente al termine della giornata precedente, sabato 14 marzo; era stata già cancellata anche la PS8 a causa dell'incendio della vettura di Esapekka Lappi. L'accorciamento del rally ha comunque permesso che venisse assegnato l'intero punteggio ai concorrenti in quanto era stato comunque percorso più del 75% dell'itinerario previsto; non sono stati tuttavia assegnati i punti relativi alla power stage in quanto la stessa, essendo l'ultima in programma, è stata annullata.
L'evento è stato vinto dal francese Sébastien Ogier, navigato dal connazionale Julien Ingrassia, al volante di una Toyota Yaris WRC della squadra ufficiale Toyota Gazoo Racing WRT, davanti alla coppia estone formata da Ott Tänak e Martin Järveoja, su Hyundai i20 Coupe WRC del team Hyundai Shell Mobis WRT, e a quella finlandese composta da Teemu Suninen e Jarmo Lehtinen, alla guida di una Ford Fiesta WRC della scuderia M-Sport Ford WRT.
Gli svedesi Pontus Tidemand e Patrik Barth, su Škoda Fabia R5 Evo della squadra Toksport WRT, hanno invece conquistato il successo nella categoria WRC-2, mentre il boliviano Marco Bulacia Wilkinson e l'italiano Giovanni Bernacchini hanno vinto nella serie WRC-3 alla guida di una Citroën C3 R5.

## Risultati

### Classifica
| Pos.     | Nº       | Pilota                  | Copilota             | Auto                  | Squadra                 | Classe      | Tempo     | Distacco   | Punti    |
| Generale | Generale | Generale                | Generale             | Generale              | Generale                | Generale    | Generale  | Generale   | Generale |
| -------- | -------- | ----------------------- | -------------------- | --------------------- | ----------------------- | ----------- | --------- | ---------- | -------- |
| 1.       | 17       | Sébastien Ogier         | Julien Ingrassia     | Toyota Yaris WRC      | Toyota Gazoo Racing WRT | WRC         | 2h47'47"6 | –          | 25       |
| 2.       | 8        | Ott Tänak               | Martin Järveoja      | Hyundai i20 Coupe WRC | Hyundai Shell Mobis WRT | WRC         | 2h48'15"4 | +27"8      | 18       |
| 3.       | 3        | Teemu Suninen           | Jarmo Lehtinen       | Ford Fiesta WRC       | M-Sport Ford WRT        | WRC         | 2h48'25"5 | +37"9      | 15       |
| 4.       | 33       | Elfyn Evans             | Scott Martin         | Toyota Yaris WRC      | Toyota Gazoo Racing WRT | WRC         | 2h49'01"0 | +1'13"4    | 12       |
| 5.       | 69       | Kalle Rovanperä         | Jonne Halttunen      | Toyota Yaris WRC      | Toyota Gazoo Racing WRT | WRC         | 2h50'08"1 | +2'20"5    | 10       |
| 6.       | 22       | Pontus Tidemand         | Patrik Barth         | Škoda Fabia R5 Evo    | Toksport WRT            | RC2 / WRC-2 | 2h58'16"9 | +10'29"3   | 8        |
| 7.       | 20       | Nikolaj Grjazin         | Jaroslav Fëdorov     | Hyundai i20 R5        | Hyundai Motorsport N    | RC2 / WRC-2 | 3h00'14"6 | +12'27"0   | 6        |
| 8.       | 27       | Marco Bulacia Wilkinson | Giovanni Bernacchini | Citroën C3 R5         | -                       | RC2 / WRC-3 | 3h01'25"1 | +13'37"5   | 4        |
| 9.       | 44       | Gus Greensmith          | Elliott Edmondson    | Ford Fiesta WRC       | M-Sport Ford WRT        | WRC         | 3h01'44"1 | +13'56"5   | 2        |
| 10.      | 21       | Ole Christian Veiby     | Jonas Andersson      | Hyundai i20 R5        | Hyundai Motorsport N    | RC2 / WRC-2 | 3h03'19"8 | +15'32"2   | 1        |
| ...      | ...      | ...                     | ...                  | ...                   | ...                     | ...         | ...       | ...        | ...      |
| 16.      | 11       | Thierry Neuville        | Nicolas Gilsoul      | Hyundai i20 Coupe WRC | Hyundai Shell Mobis WRT | WRC         | 4h38'15"1 | +1h27'17"5 | -        |
| WRC-2    |          |                         |                      |                       |                         |             |           |            |          |
| 1. (6.)  | 22       | Pontus Tidemand         | Patrik Barth         | Škoda Fabia R5 Evo    | Toksport WRT            | RC2 / WRC-2 | 2h58'16"9 | –          | 25       |
| 2. (7.)  | 20       | Nikolaj Grjazin         | Jaroslav Fëdorov     | Hyundai i20 R5        | Hyundai Motorsport N    | RC2 / WRC-2 | 3h00'14"6 | +1'57"7    | 18       |
| 3. (10.) | 21       | Ole Christian Veiby     | Jonas Andersson      | Hyundai i20 R5        | Hyundai Motorsport N    | RC2 / WRC-2 | 3h03'19"8 | +5'02"9    | 15       |
| WRC-3    |          |                         |                      |                       |                         |             |           |            |          |
| 1. (8.)  | 27       | Marco Bulacia Wilkinson | Giovanni Bernacchini | Citroën C3 R5         | -                       | RC2 / WRC-3 | 3h01'25"1 | –          | 25       |
| 2. (11.) | 32       | Emilio Fernández        | Ruben Garcia         | Škoda Fabia R5 Evo    | Toksport WRT            | RC2 / WRC-3 | 3h05'36"2 | +4'11"1    | 18       |
| 3. (12.) | 29       | Ricardo Triviño         | Marc Martí           | Škoda Fabia R5        | -                       | RC2 / WRC-3 | 3h09'14"0 | +7'48"9    | 15       |
| 4. (14.) | 25       | Kajetan Kajetanowicz    | Maciej Szczepaniak   | Škoda Fabia R5 Evo    | -                       | RC2 / WRC-3 | 3h15'24"4 | +13'59"3   | 12       |
| 5. (20.) | 26       | Benito Guerra           | Daniel Cué           | Škoda Fabia R5        | -                       | RC2 / WRC-3 | 4h21'28"0 | +1h20'02"9 | 10       |

| Principali ritiri | Principali ritiri | Principali ritiri | Principali ritiri | Principali ritiri       | Principali ritiri       | Principali ritiri | Principali ritiri       | Principali ritiri |
| PS                | Nº                | Pilota            | Copilota          | Auto                    | Squadra                 | Classe            | Causa                   | Pos.              |
| ----------------- | ----------------- | ----------------- | ----------------- | ----------------------- | ----------------------- | ----------------- | ----------------------- | ----------------- |
| PS 3              | 43                | Ken Block         | Alex Gelsomino    | Ford Escort RS Cosworth | -                       | NAT               | Surriscaldamento motore | 24º               |
| PS 7              | 6                 | Dani Sordo        | Carlos del Barrio | Hyundai i20 Coupe WRC   | Hyundai Shell Mobis WRT | WRC               | Surriscaldamento motore | 14º               |
| PS 8              | 4                 | Esapekka Lappi    | Janne Ferm        | Ford Fiesta R5          | M-Sport Ford WRT        | WRC               | Incendio                | 4º                |

Legenda
| Icona | Note                                                                                 |
| ----- | ------------------------------------------------------------------------------------ |
| WRC   | Equipaggio di classe WRC che può conquistare punti per il campionato costruttori     |
| WRC   | Equipaggio di classe WRC che non può conquistare punti per il campionato costruttori |
| WRC-2 | Equipaggio registrato al campionato WRC-2                                            |
| WRC-3 | Equipaggio registrato al campionato WRC-3                                            |
| JWRC  | Equipaggio registrato al campionato Junior WRC                                       |
|       | Ulteriori classificazioni                                                            |

### Prove speciali
| Frazione            | Prova | Ora   | Nome                              | Lunghezza | Vincitori                        | Tempo            | Leader del rally                 |
| ------------------- | ----- | ----- | --------------------------------- | --------- | -------------------------------- | ---------------- | -------------------------------- |
| Frazione 1 (12 Mar) | PS1   | 20:06 | Monster Energy Street Stage GTO 1 | 1,12 km   | Thierry Neuville Nicolas Gilsoul | 59"1             | Thierry Neuville Nicolas Gilsoul |
| Frazione 1 (12 Mar) | PS2   | 20:32 | Monster Energy Street Stage GTO 2 | 1,12 km   | Thierry Neuville Nicolas Gilsoul | 57"5             | Thierry Neuville Nicolas Gilsoul |
|                     |       |       |                                   |           |                                  |                  |                                  |
| Frazione 2 (13 Mar) | PS3   | 09:18 | El Chocolate 1                    | 31,45 km  | Ott Tänak Martin Järveoja        | 23'34"6          | Ott Tänak Martin Järveoja        |
| Frazione 2 (13 Mar) | PS4   | 10:16 | Ortega 1                          | 17,24 km  | Sébastien Ogier Julien Ingrassia | 9'29"1           | Sébastien Ogier Julien Ingrassia |
| Frazione 2 (13 Mar) | PS5   | 11:14 | Las Minas 1                       | 13,69 km  | Dani Sordo Carlos del Barrio     | 9'01"2           | Sébastien Ogier Julien Ingrassia |
| Frazione 2 (13 Mar) | PS6   | 12:12 | Parque Bicentenario               | 2,71 km   | Thierry Neuville Nicolas Gilsoul | 2'30"3           | Sébastien Ogier Julien Ingrassia |
| Frazione 2 (13 Mar) | PS7   | 15:45 | El Chocolate 2                    | 31,45 km  | Ott Tänak Martin Järveoja        | 23'16"2          | Sébastien Ogier Julien Ingrassia |
| Frazione 2 (13 Mar) | PS8   | 16:43 | Ortega 2                          | 17,24 km  | prova cancellata                 | prova cancellata | Sébastien Ogier Julien Ingrassia |
| Frazione 2 (13 Mar) | PS9   | 17:41 | Las Minas 2                       | 13,69 km  | Ott Tänak Martin Järveoja        | 8'53"5           | Sébastien Ogier Julien Ingrassia |
| Frazione 2 (13 Mar) | PS10  | 19:21 | SSS Autodromo Shell V-Power 1     | 2,33 km   | Sébastien Ogier Julien Ingrassia | 1'39"0           | Sébastien Ogier Julien Ingrassia |
| Frazione 2 (13 Mar) | PS11  | 19:26 | SSS Autodromo Shell V-Power 2     | 2,33 km   | Sébastien Ogier Julien Ingrassia | 1'37"4           | Sébastien Ogier Julien Ingrassia |
| Frazione 2 (13 Mar) | PS12  | 20:14 | Street Stage León                 | 0,73 km   | Kalle Rovanperä Jonne Halttunen  | 45"7             | Sébastien Ogier Julien Ingrassia |
|                     |       |       |                                   |           |                                  |                  | Sébastien Ogier Julien Ingrassia |
| Frazione 3 (14 Mar) | PS13  | 08:58 | Guanajuatito 1                    | 24,96 km  | Sébastien Ogier Julien Ingrassia | 16'44"8          | Sébastien Ogier Julien Ingrassia |
| Frazione 3 (14 Mar) | PS14  | 10:01 | Alfaro 1                          | 16,99 km  | Thierry Neuville Nicolas Gilsoul | 10'39"5          | Sébastien Ogier Julien Ingrassia |
| Frazione 3 (14 Mar) | PS15  | 11:08 | Derramadero 1                     | 21,78 km  | Ott Tänak Martin Järveoja        | 12'25"7          | Sébastien Ogier Julien Ingrassia |
| Frazione 3 (14 Mar) | PS16  | 14:56 | Guanajuatito 2                    | 24,96 km  | Thierry Neuville Nicolas Gilsoul | 16'36"0          | Sébastien Ogier Julien Ingrassia |
| Frazione 3 (14 Mar) | PS17  | 15:59 | Alfaro 2                          | 16,99 km  | Ott Tänak Martin Järveoja        | 10'37"1          | Sébastien Ogier Julien Ingrassia |
| Frazione 3 (14 Mar) | PS18  | 17:08 | Derramadero 2                     | 21,78 km  | Ott Tänak Martin Järveoja        | 12'19"0          | Sébastien Ogier Julien Ingrassia |
| Frazione 3 (14 Mar) | PS19  | 18:38 | SSS Autodromo Shell V-Power 3     | 2,33 km   | Thierry Neuville Nicolas Gilsoul | 1'38"4           | Sébastien Ogier Julien Ingrassia |
| Frazione 3 (14 Mar) | PS20  | 18:43 | SSS Autodromo Shell V-Power 4     | 2,33 km   | Thierry Neuville Nicolas Gilsoul | 1'37"1           | Sébastien Ogier Julien Ingrassia |
| Frazione 3 (14 Mar) | PS21  | 18:43 | Rock & Rally León                 | 1,62 km   | Thierry Neuville Nicolas Gilsoul | 1'38"6           | Sébastien Ogier Julien Ingrassia |
|                     |       |       |                                   |           |                                  |                  | Sébastien Ogier Julien Ingrassia |
| Frazione 4 (15 Mar) | PS22  | 08:38 | Otates                            | 33,61 km  | prova cancellata                 | prova cancellata | Sébastien Ogier Julien Ingrassia |
| Frazione 4 (15 Mar) | PS23  | 09:56 | San Diego                         | 12,76 km  | prova cancellata                 | prova cancellata | Sébastien Ogier Julien Ingrassia |
| Frazione 4 (15 Mar) | PS24  | 11:18 | El Brinco (power stage)           | 9,64 km   | prova cancellata                 | prova cancellata | Sébastien Ogier Julien Ingrassia |

## Classifiche mondiali
Classifica piloti
| Pos. | Pos. | Pilota                  | Punti |
| ---- | ---- | ----------------------- | ----- |
| 1    | 2    | Sébastien Ogier         | 62    |
| 2    | 1    | Elfyn Evans             | 54    |
| 3    | 1    | Thierry Neuville        | 42    |
| 4    |      | Kalle Rovanperä         | 40    |
| 5    | 1    | Ott Tänak               | 38    |
| 6    | 1    | Teemu Suninen           | 26    |
| 7    | 2    | Esapekka Lappi          | 24    |
| 8    | N    | Pontus Tidemand         | 8     |
| 9    | 1    | Sébastien Loeb          | 8     |
| 10   | 1    | Takamoto Katsuta        | 8     |
| 11   | N    | Nikolaj Grjazin         | 6     |
| 12   | 2    | Craig Breen             | 6     |
| 13   | N    | Marco Bulacia Wilkinson | 4     |
| 14   | N    | Gus Greensmith          | 2     |
| 15   | 4    | Eric Camilli            | 2     |
| 16   | 4    | Mads Østberg            | 1     |
| 17   | N    | Ole Christian Veiby     | 1     |
| 18   | 5    | Jari Huttunen           | 1     |

Classifica copiloti
| Pos. | Pos. | Pilota                 | Punti |
| ---- | ---- | ---------------------- | ----- |
| 1    | 2    | Julien Ingrassia       | 62    |
| 2    | 1    | Scott Martin           | 54    |
| 3    | 1    | Nicolas Gilsoul        | 42    |
| 4    |      | Jonne Halttunen        | 40    |
| 5    | 1    | Martin Järveoja        | 38    |
| 6    | 1    | Jarmo Lehtinen         | 26    |
| 7    | 2    | Janne Ferm             | 24    |
| 8    | N    | Patrik Barth           | 8     |
| 9    | 1    | Daniel Elena           | 8     |
| 10   | 1    | Daniel Barritt         | 8     |
| 11   | N    | Jaroslav Fëdorov       | 6     |
| 12   | 2    | Paul Nagle             | 6     |
| 13   | N    | Giovanni Bernacchini   | 4     |
| 14   | N    | Elliott Edmondson      | 2     |
| 15   | 4    | François-Xavier Buresi | 2     |
| 16   | 4    | Torstein Eriksen       | 1     |
| 17   | N    | Jonas Andersson        | 1     |
| 18   | 5    | Mikko Lukka            | 1     |

Classifica costruttori WRC
| Pos. | Pos. | Squadra                 | Punti |
| ---- | ---- | ----------------------- | ----- |
| 1    |      | Toyota Gazoo Racing WRT | 110   |
| 1    |      | Hyundai Shell Mobis WRT | 89    |
| 3    |      | M-Sport Ford WRT        | 65    |